# Anti Avsan

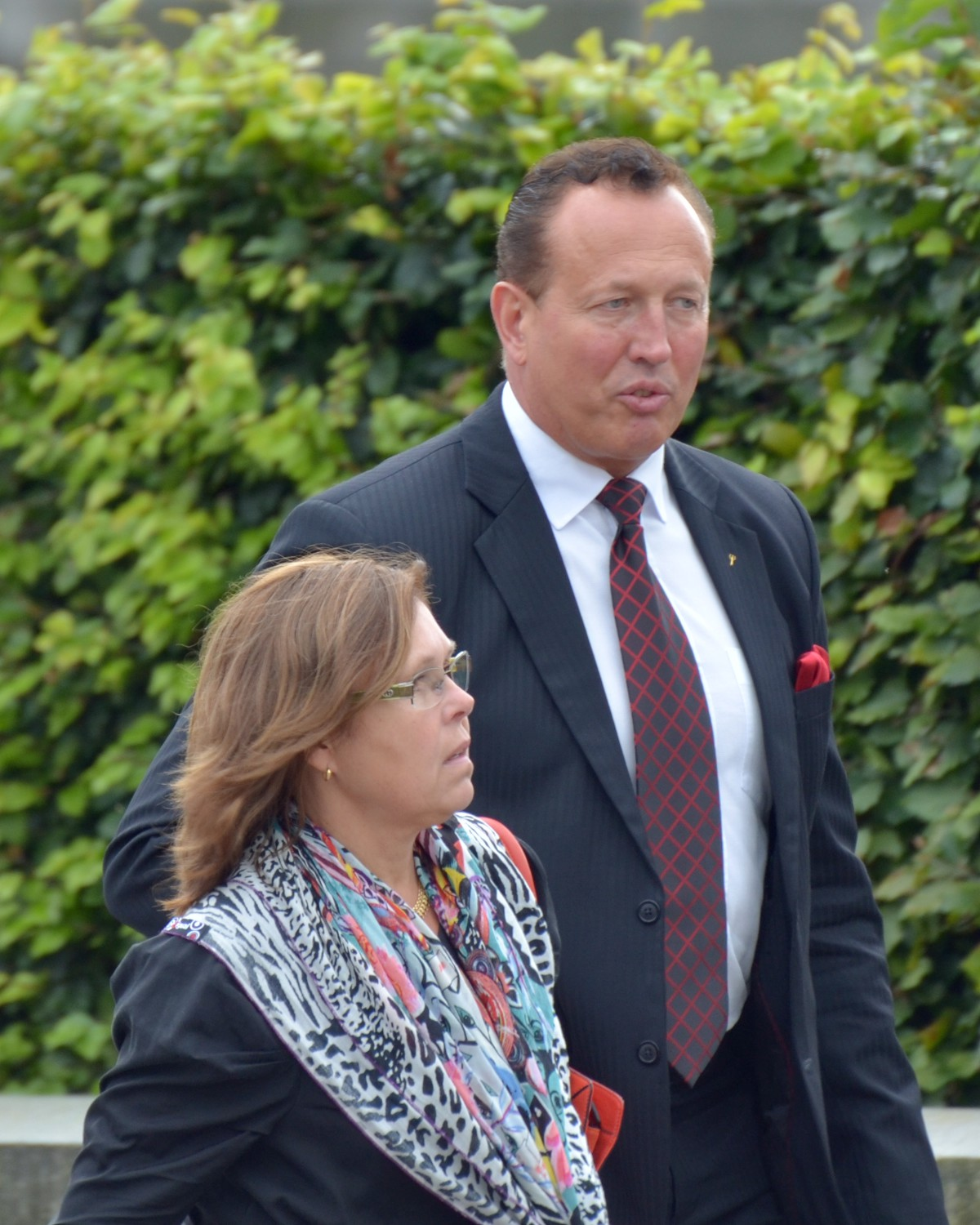
Anti Avsan mit seiner Frau 2012

Anti Avsan (* 8. Januar 1958) ist ein schwedischer Politiker (Moderaterna). Er war von 2006 bis 2018 Mitglied des Schwedischen Reichstags. 
Avsan war in den 1980er Jahren Polizeibeamter in Stockholm. Der schwedische Journalist Sven Anér behauptete 2008, dass Avsan der Mörder des damaligen schwedischen Ministerpräsidenten Olof Palme gewesen sei.
In seiner späteren Laufbahn wurde er Oberstadtdirektor im Rathaus von Stockholm. Als Reichstagsabgeordneter engagiert sich Avsan in der Innenpolitik. Bei einem Treffen von EU-Abgeordneten in Brüssel plädierte er dafür, die gegenseitige Anerkennung richterlicher Entscheidungen auf EU-Ebene zu vereinfachen.